# Лопушинська Євгенія Іванівна
Євгенія Іванівна Лопуши́нська (21 грудня 1920, Березівка — 6 лютого 1996, Київ) — українська архітекторка. 

## Біографія
Народилася 21 грудня 1920 року в місті Березівці (тепер Одеська область, Україна). 1946 року закінчила  Московський архітектурний інститут. У 1946—1996 роках працювала в Інституті «УкрНДІпроектреставрація» в Києві. 
Померла в Києві 6 лютого 1996 року.

## Реставрації
Брала участь в реставрації:
- будинку настоятеля Троїцької надбрамної церкви та церкви Феодосія Печерського Києво-Печерської лаври (1951–1957);
- Золотих воріт у Києві (1980–1982);
- ханського палацу в Бахчисараї (1953–1967);
- мечеті Муфті-Джамі у Феодосії (1969–1973);
- церкви Івана Предтечі у  Керчі (1968–1991);
- фортеці у смт Меджибіж Летичівського району Хмельницької області (1970–1989).

## Відзнаки
- Нагороджена орденом «Знак Пошани» і пам'ятною медаллю «1500-річчя Києва» (за роботу з реставрації комплексу «Золоті ворота»)[2];
- Лауреат Державної премії України в галузі архітектури за 1991 рік (за дослідження та реставрацію церкви Іоанна Предтечі в Керчі — пам'ятки архітектури VIII—XIX століть).